# Antonina do Norte
Antonina do Norte är en kommun i Brasilien.   Den ligger i delstaten Ceará, i den östra delen av landet, 1 300 km nordost om huvudstaden Brasília. Antalet invånare är 6 984.
Omgivningarna runt Antonina do Norte är huvudsakligen savann. Runt Antonina do Norte är det ganska glesbefolkat, med 23 invånare per kvadratkilometer.